# Adriaan Joseph van Rossem
Adriaan Joseph van Rossem (Chicago, 17 dicembre 1892 – Los Angeles, 4 maggio 1949) è stato un ornitologo statunitense.

## Biografia
Il padre, Adriaan Cornelius van Rossem, era un commerciante della compagnia olandese delle Indie Orientali stabilitosi in America per lavoro, mentre la madre, Josephine Williams, era la figlia di un ricco commerciante di legname dell'Ontario. Il padre morì in Svizzera nel 1895, e la madre decise di far ritorno in Canada, per poi trasferirsi nuovamente negli USA, ed in particolare a Pasadena, nel settembre dello stesso anno. Qui van Rossen si dedicò agli studi e venne incoraggiato a intraprendere una carriera scientifica.
La prima attività di ricarca risale all'aprile del 1909, quando si recò alla ricerca di campioni nelle isole Coronado, cui seguirono altre spedizioni sul lago Salton, sull'isola di Santa Cruz ed in El Salvador. Nel 1914 partì per una spedizione di 8 mesi sui Monti Chiricahua, durante la quale raccolse numerosi reperti ma a causa della quale venne a trovarsi in conflitto con gli organizzatori che diverrà personale e verrà portato avanti per il resto della vita.
Fra il 1915 ed il 1917 lavorò come delimitatore stradale e nel campo dei beni immobili, e nell'aprile 1917 venne chiamato alle armi assieme al fratello Walter Johannes, raggiungendo il grado di sottotenente prima di essere congedato nel maggio del 1919. Nel 1918 sposa Grace Coolidge, dalla quale avrà due figli: Donald Richard ed Adriaan Peter.
Nello stesso anno cominciò l'associazione con Donald R. Dickey, che si protrarrà per 13 anni (fino alla morte di quest'ultimo) e che porterà alla stesura del libro The Birds of El Salvador, che vincerà il premio Brewster nel 1941. Durante questi anni van Rossem cercò ripetutamente di entrare al college, riuscendo nel 1928 ad iscriversi all'Occidental College, che nel 1948 gli riconoscerà il titolo di Doctor of Science honoris causa.
Dopo la morte di Dickey, negli anni della Grande depressione van Rossem fatica a trovare lavoro e nel 1934 divorzia, salvo poi risposarsi nello stesso anno con Florence S. Stevenson. Si dedicò in questo periodo all'area nord-occidentale del Messico, che culminerà nel 1945 con un libro sulla fauna ornitologica del Sonora.
Nel 1939, grazie a una borsa di studio, parte per visitare l'Europa, tuttavia lo scoppio della seconda guerra mondiale ne costringe il ritorno prematuro. Nel 1940, le collezioni della Dickey Foundation vengono acquisite dall'Università della California, e van Rossem ne venne designato curatore, con in aggiunta il titolo di docente di zoologia.
Nel 1944 diviene presidente della divisione sud della Cooper Ornithological Society, ed in seguito alla morte di Florence S. Stevenson si unisce in terze nozze a Dorothy Saderson, la quale tuttavia morirà solo due anni dopo: contemporaneamente, van Vossem viene ammesso come membro al consiglio dell'American Ornithologists' Union. Nel 1949, al culmine della sua carriera, muore a causa del cancro.